# Chilliwack North (circonscription britanno-colombienne)
Pour les articles homonymes, voir Chilliwack (homonymie).
Ne doit pas être confondu avec Chilliwhack (circonscription britanno-colombienne).
Circonscription électorale provinciale du Canada
Chilliwack North (auparavant Chilliwack (1916-2024)) est une circonscription provinciale de la Colombie-Britannique représentée à l'Assemblée législative de la Colombie-Britannique depuis 1916.

## Géographie
La circonscription la région de la ville de Chilliwack dans le sud-ouest de la province.

## Liste des députés
| Législature                     | Années                          | Député                          | Député                          | Parti                           |
| Chilliwack Issue de Chilliwhack | Chilliwack Issue de Chilliwhack | Chilliwack Issue de Chilliwhack | Chilliwack Issue de Chilliwhack | Chilliwack Issue de Chilliwhack |
| ------------------------------- | ------------------------------- | ------------------------------- | ------------------------------- | ------------------------------- |
| 14e                             | 1916–1920                       |                                 | Edward Dodsley Barrow           | Libéral                         |
| 15e                             | 1920–1924                       |                                 | Edward Dodsley Barrow           | Libéral                         |
| 16e                             | 1924–1928                       |                                 | Edward Dodsley Barrow           | Libéral                         |
| 17e                             | 1928–1933                       |                                 | William Atkinson                | Conservateur                    |
| 18e                             | 1933–1937                       |                                 | Edward Dodsley Barrow           | Libéral                         |
| 19e                             | 1937–1941                       |                                 | Leslie Harvey Eyres             | Conservateur                    |
| 20e                             | 1941–1945                       |                                 | Leslie Harvey Eyres             | Conservateur                    |
| 21e                             | 1945–1949                       |                                 | Leslie Harvey Eyres             | Coalition                       |
| 22e                             | 1949–1952                       |                                 | Leslie Harvey Eyres             | Coalition                       |
| 23e                             | 1952–1953                       |                                 | William Kenneth Kiernan         | Créditiste                      |
| 24e                             | 1953–1956                       |                                 | William Kenneth Kiernan         | Créditiste                      |
| 25e                             | 1956–1960                       |                                 | William Kenneth Kiernan         | Créditiste                      |
| 26e                             | 1960–1963                       |                                 | William Kenneth Kiernan         | Créditiste                      |
| 27e                             | 1963–1966                       |                                 | William Kenneth Kiernan         | Créditiste                      |
| 28e                             | 1966–1969                       |                                 | William Kenneth Kiernan         | Créditiste                      |
| 29e                             | 1969–1972                       |                                 | William Kenneth Kiernan         | Créditiste                      |
| 30e                             | 1972–1975                       |                                 | Harvey Schroeder                | Créditiste                      |
| 31e                             | 1975–1979                       |                                 | Harvey Schroeder                | Créditiste                      |
| 32e                             | 1979–1983                       |                                 | Harvey Schroeder                | Créditiste                      |
| 33e                             | 1983–1986                       |                                 | Harvey Schroeder                | Créditiste                      |
| 34e                             | 1986-1991                       |                                 | John Jansen                     | Créditiste                      |
| 35e                             | 1991–1995                       |                                 | Robert Chisholm (en)            | Libéral                         |
| 35e                             | 1995-1996                       |                                 | Robert Chisholm (en)            | Indépendant                     |
| 36e                             | 1996–2001                       |                                 | Barry Penner (en)               | Libéral                         |
| Chilliwack-Sumas                |                                 |                                 |                                 |                                 |
| 37e                             | 2001–2005                       |                                 | John Les (en)                   | Libéral                         |
| 38e                             | 2005–2009                       |                                 | John Les (en)                   | Libéral                         |
| Chilliwack                      |                                 |                                 |                                 |                                 |
| 39e                             | 2009–2013                       |                                 | John Les (en)                   | Libéral                         |
| 40e                             | 2013–2017                       |                                 | John Martin (en)                | Libéral                         |
| 41e                             | 2017–2020                       |                                 | John Martin (en)                | Libéral                         |
| 42e                             | 2020–en cours                   |                                 | Dan Coulter (en)                | Néo-démocrate                   |
| Chilliwack North                |                                 |                                 |                                 |                                 |
| 43e                             | 2024–en cours                   |                                 | Heather Maahs (en)              | Conservatrice                   |